# Kirche Gauern

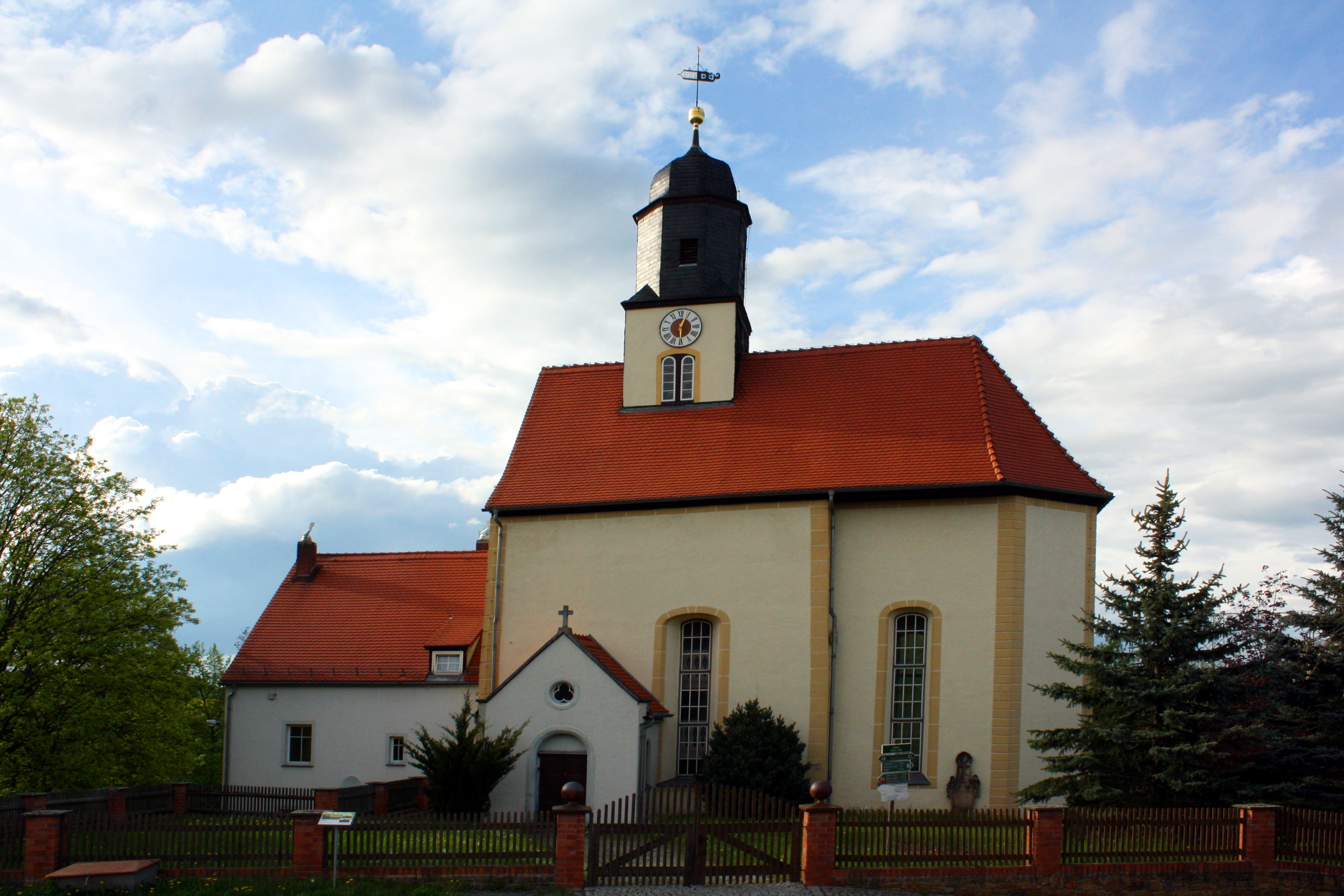
Kirche Gauern

Die evangelisch-lutherische Filialkirche Kirche Gauern steht in Gauern, eine Gemeinde im thüringischen Landkreis Greiz. Die Kirchengemeinde Gauern gehört zum Pfarrbereich Großenstein-Baldenhain im Kirchenkreis Altenburger Land der Evangelischen Kirche in Mitteldeutschland.

## Beschreibung
Die Kirche ist im Kern eine gotische Saalkirche mit schwach eingezogenem, polygonal geschlossenem Chor. Sie wurde 1721 durch den Patronatsherrn Hans Dietrich von Creutz umgebaut und neu ausgestattet. 1892 wurde die Vorhalle im Süden angebaut. Das Kirchenschiff ist mit einem Satteldach bedeckt, aus dem sich der Kirchturm wie ein Dachreiter erhebt. Seine Haube wurde 1951 neu verschiefert und die Turmuhr wurde erneuert. Die Kirche wurde 1992/93 restauriert.
An der West- und Nordseite des Kirchenschiffes befindet sich eine geschlossene Patronatsloge. Sie ist mit  geschnitzten und gemalten Wappen verziert. In der Patronatsloge hängen zeitgenössische Porträts des Ehepaares von Creutz. Auf der Patronatsloge sind ein Kruzifix und ein lebensgroßer, kniender Taufengel, beide stammen aus dem 18. Jahrhundert. Auf dem nördlichen Teil besteht die Bekrönung aus stilisierten Granatäpfeln. Im Süden und Osten sind zweigeschossige Emporen, auf der östlichen steht der Kanzelaltar. An den Brüstungen der Emporen sind volkstümliche Malereien mit Szenen aus dem Leben von Jesus Christus und der Passion. Von der mittelalterlichen Kirchenausstattung ist der mittlere Schrein eines geschnitzten Altarretabels erhalten. Auf ihm befinden sich Anna selbdritt, der heilige Hieronymus und die heilige Dorothea, ferner eine Pietà sowie die Statue des heiligen Martin aus einem anderen Altarretabel. Alle übrigen Bildwerke sind vom Ende des 15. bzw. Anfang des 16. Jahrhunderts. An der Nordwand des Langhauses ist ein großes Holztafelbild mit Wappenmantel und Inschrift über den Stifter und Bauherrn H. D. von Creutz.
Die Orgel mit 7 Registern, verteilt auf ein Manual und ein Pedal, wurde 1862 von Christoph Opitz gebaut.